# Ethel Grandin
Ethel Grandin (New York, 3 marzo 1894 – Woodland Hills, 28 settembre 1988) è stata un'attrice statunitense dell'epoca del muto. Nella sua carriera cinematografica, terminata nel 1922, prese parte a 99 film.

## Biografia
Ethel Grandin fece il suo debutto cinematografico protagonista di un cortometraggio dell'IMP, Dorothy's Family, dove recitava accanto a King Baggot, una delle star della compagnia. Aveva iniziato la sua carriera di attrice a teatro, esordendo con uno dei più famosi attori americani, Joseph Jefferson. Passata al cinema, si era sposata nel 1912 con il regista Ray C. Smallwood, da cui, nel 1913, ebbe un figlio, Arthur Smallwood. Lavorò, diretta dal marito, in sei film. Il loro matrimonio durò fino alla morte di lui, nel 1964.

## Riconoscimenti
- Young Hollywood Hall of Fame (1908-1919)

## Filmografia
La filmografia è completa. Quando manca il nome del regista, questo non viene riportato nei titoli
- Dorothy's Family - cortometraggio (1911)
- Behind the Times, regia di Thomas H. Ince - cortometraggio (1911)
- The Toss of a Coin, regia di Thomas H. Ince - cortometraggio (1911)
- By the House That Jack Built, regia di Thomas H. Ince - cortometraggio (1911)
- The Aggressor, regia di Thomas H. Ince e George Loane Tucker - cortometraggio (1911)
- A Biting Business, regia di Thomas H. Ince - cortometraggio (1911)
- From the Bottom of the Sea - cortometraggio (1911)
- Executive Clemency - cortometraggio (1911)
- Uncle's Visit, regia di Thomas H. Ince - cortometraggio (1911)
- Bar Z's New Cook, regia di Thomas H. Ince - cortometraggio (1911)
- Cowgirl's Pranks, regia di Thomas H. Ince - cortometraggio (1911)
- The Ranch Girl's Love, regia di Thomas H. Ince - cortometraggio (1912)
- The Kid and the Sleuth, regia di Thomas H. Ince - cortometraggio (1912)
- Love and Jealousy, regia di Thomas H. Ince - cortometraggio (1912)
- A Tenderfoot's Revenge, regia di Thomas H. Ince - cortometraggio (1912)
- Broncho Bill's Love Affair, regia di Thomas H. Ince - cortometraggio (1912)
- The Deputy's Sweetheart, regia di Thomas H. Ince - cortometraggio (1912)
- War on the Plains, regia di Thomas H. Ince - cortometraggio (1912)
- The Deserter, regia di Thomas H. Ince - cortometraggio (1912)
- The Crisis, regia di Thomas H. Ince - cortometraggio (1912)
- Blazing the Trail, regia di Thomas H. Ince - cortometraggio (1912)
- The Lieutenant's Last Fight, regia di Thomas H. Ince - cortometraggio (1912)
- A Soldier's Honor, regia di Thomas H. Ince - cortometraggio (1912)
- His Message, regia di Thomas H. Ince - cortometraggio (1912)
- The Colonel's Peril, regia di Thomas H. Ince, Francis Ford - cortometraggio (1912)
- His Double Life, regia di Thomas H. Ince - cortometraggio (1912)
- The Desert, regia di Thomas H. Ince - cortometraggio (1912)
- The Gambler and the Girl, regia di Thomas H. Ince - cortometraggio (1912)
- The Garrison Triangle, regia di Thomas H. Ince - cortometraggio (1912)
- The Reckoning, regia di Thomas H. Ince - cortometraggio (1912)
- The Bandit's Gratitude, regia di Francis Ford - cortometraggio (1912)
- Sundered Ties, regia di Francis Ford - cortometraggio (1912)
- The Doctor's Double, regia di Fred J. Balshofer - cortometraggio (1912)
- An Indian Legend, regia di Charles Giblyn - cortometraggio (1912)
- The Sergeant's Boy, regia di Thomas H. Ince - cortometraggio (1912)
- The Vengeance of Fate, regia di Charles Giblyn - cortometraggio (1912)
- The Colonel's Ward, regia di Thomas H. Ince - cortometraggio (1912)
- The Invaders, regia di Francis Ford e Thomas H. Ince - cortometraggio (1912)
- Blood Will Tell, regia di Walter Edwards - cortometraggio (1912)
- The Prospector's Daughter, regia di Thomas H. Ince - cortometraggio (1912)
- The Law of the West, regia di Thomas H. Ince - cortometraggio (1912)
- A Bluegrass Romance, regia di Charles Giblyn - cortometraggio (1913)
- The Mosaic Law, regia di Thomas H. Ince - cortometraggio (1913)
- When Lincoln Paid, regia di Francis Ford - cortometraggio (1913)
- The Coward's Atonement, regia di Francis Ford - cortometraggio (1913)
- A Frontier Wife, regia di Francis Ford - cortometraggio (1913)
- Texas Kelly at Bay, regia di Francis Ford - cortometraggio (1913)
- A House Divided - cortometraggio (1913)
- With Lee in Virginia, regia di William J. Bauman - cortometraggio (1913)
- Pure Gold and Dross
- A Black Conspiracy, regia di Walter Edwards - cortometraggio (1913)
- The Way of a Mother, regia di Charles Giblyn (1913)
- The Toll of War, regia di Francis Ford (1913)
- The Spell (1913)
- The Flame in the Ashes, regia di Frank Morty - cortometraggio (1913)
- The Tale of a Fish (1913)
- The Gold Mesh Bag (1913)
- The Shells, regia di Frank Smith (1913)
- The Manicure (1913)
- The Fatal Verdict, regia di Frank Smith (1913)
- None But the Brave Deserve the --? (1913)
- The Miser's Son (1913)
- The Bachelor Girls' Club, regia di Leslie T. Peacocke - cortometraggio (1913)
- Borrowed Gold, regia di Reginald Barker (1913)
- Wynona's Vengeance, regia di Francis Ford (1913)
- Traffic in Souls, regia di George Loane Tucker (1913)
- Love vs. Law (1913)
- King the Detective in the Jarvis Case, regia di King Baggot (1913)
- A New England Idyl, regia di Walter Edwards (1914)
- Jane Eyre, regia di Frank Hall Crane - cortometraggio (1914)
- The Box Couch (1914)
- Love's Victory, regia di Frank Hall Crane - cortometraggio (1914)
- The Opal Ring, regia di Frank Hall Crane (1914)
- Forgetting, regia di Hobart Henley - cortometraggio (1914)
- Where There's a Will There's a Way, regia di Hobart Henley - cortometraggio (1914)
- Miss Nobody from Nowhere, regia di Ray C. Smallwood - cortometraggio (1914)
- Temper vs. Temper, regia di Hobart Henley e Ray C. Smallwood - cortometraggio (1914)
- The Dawn of Romance, regia di George Loane Tucker - cortometraggio (1914)
- Beneath the Mask, regia di Edward Gordon - cortometraggio (1914)
- The Dawn of the New Day - cortometraggio (1914)
- Papa's Darling, regia di Ray C. Smallwood - cortometraggio (1914)
- The Adventures of a Girl Reporter - cortometraggio (1914)
- The Adopted Daughter, regia di Ray C. Smallwood - cortometraggio (1914)
- Cupid Kicks a Goal
- The Burglar and the Mouse
- His Doll Wife
- The Blood Taint
- The Verdict - cortometraggio (1915)
- Affinities, regia di Ray C. Smallwood - cortometraggio (1915)
- Tainted Blood (1915)
- The Stolen Will (1915)
- In Her Daddy's Footsteps (1915)
- War at Home (1915)
- The Spider, regia di Ray C. Smallwood - cortometraggio (1915)
- The Stranger 1915
- Her Secret
- The Social Law (1915)
- A Woman's Mistake (1915)
- The Mysterious Visitor (1915)
- The Fashion Shop - cortometraggio (1915)
- Wilful Peggy (1915)
- The Price of Ambition
- The Crimson Stain Mystery, regia di T. Hayes Hunter - serial (1916)
- Pangs of Jealousy (1917)
- The Little Rebel's Sacrifice, regia di Francis Ford - cortometraggio (1917)
- The Silent Prisoner (1917)
- Tit for Tat, regia di Hobart Henley (1917)
- Garments of Truth, regia di George D. Baker (1921)
- The Hunch, regia di George D. Baker (1921)
- A Tailor-Made Man, regia di Joseph De Grasse (1922)

### Film o documentari dove appare Ethel Grandin
- The Great Universal Mystery, regia di Allan Dwan - documentario (1914)
- Flicker Flashbacks No. 3, Series 2, regia di Richard Fleischer - cortometraggio, filmati d'archivio (1945)